# Salute (canción de Little Mix)
«Salute» es una canción del grupo femenino británica Little Mix. Fue lanzado el 1 de junio de 2014, como el tercer sencillo de su segundo álbum de estudio, Salute (2013). Fue coescrito por el grupo con TMS y Maegan Cottone, y producido por TMS. La canción llegó al número 182 en la lista UK Singles Chart después de que el álbum ha sido lanzado debido a gran número de descargas digitales.

## Video musical
El video musical de la canción se estrenó en YouTube el 1 de mayo de 2014.

## Lista de canciones
- Digital EP[1]

1. «Salute» (Versión del sencillo) - 3:07
2. «Salute» (TroyBoi Remix)
3. «Salute» (Anakyn Remix)
4. «Move» (Acoustic)
5. «Who's Lovin You» (A cappella)
6. «Salute» (Versión del sencillo) (Instrumental) - 3:08

## Certificaciones
| País        | Organismo certificador | Certificación | Ventas certificadas | Ref.  |
| ----------- | ---------------------- | ------------- | ------------------- | ----- |
| Brasil      | PMB                    | Platino       | 40 000              | [ 3 ] |
| Reino Unido | BPI                    | Oro           | 400 000             | [ 4 ] |

## Historial de lanzamientos
| País        | Fecha              | Formato          | Discográfica |
| ----------- | ------------------ | ---------------- | ------------ |
| Reino Unido | 1 de junio de 2014 | Descarga digital | Syco Music   |